# Makrokylindrus monodi
Makrokylindrus monodi är en kräftdjursart som beskrevs av Daniel Reyss 1974. Makrokylindrus monodi ingår i släktet Makrokylindrus och familjen Diastylidae. Inga underarter finns listade i Catalogue of Life.